# Nudibranquis

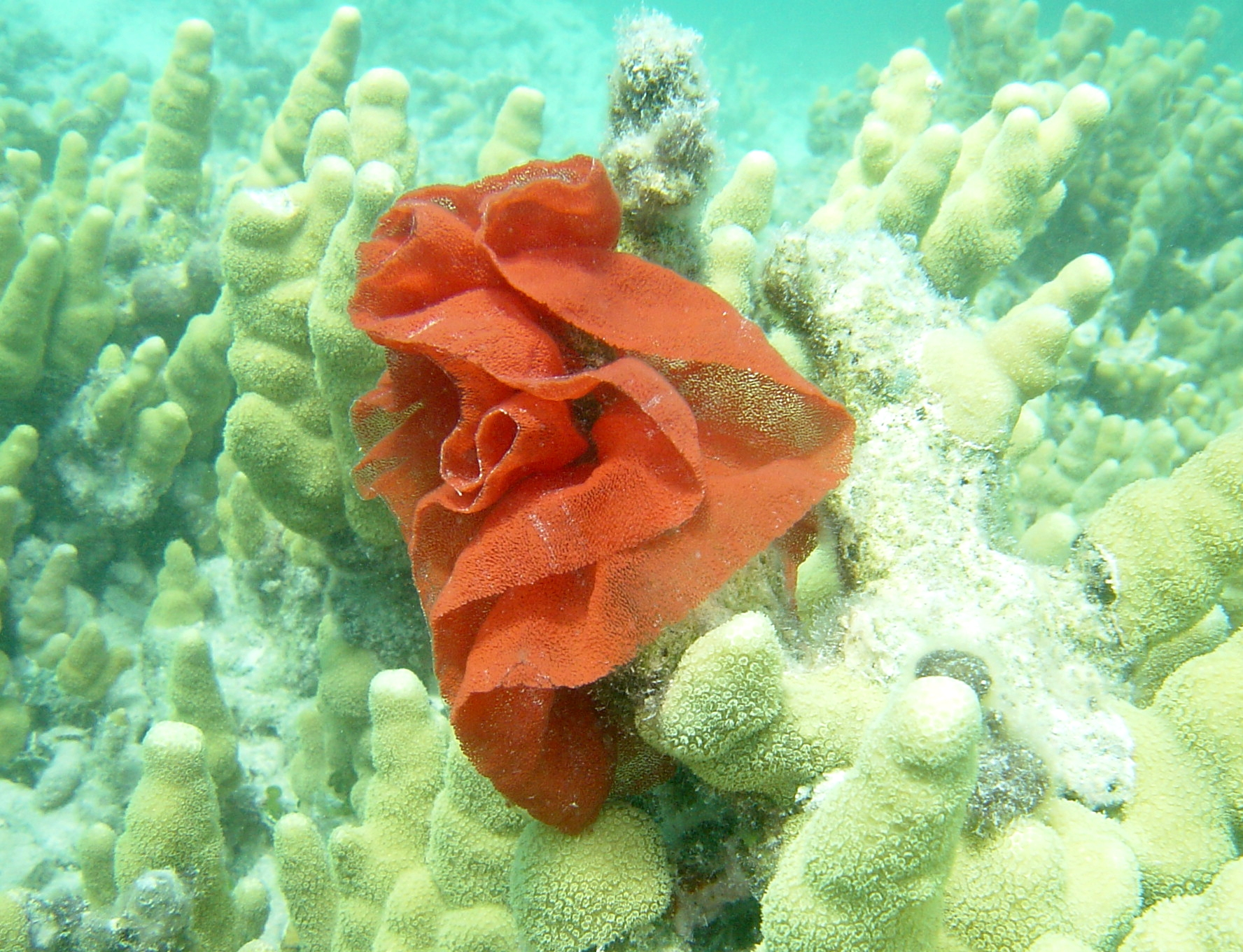
La ballarina espanyola (Hexabranchus sanguineus), coneguda així pel seu colorit, plecs i moviment.

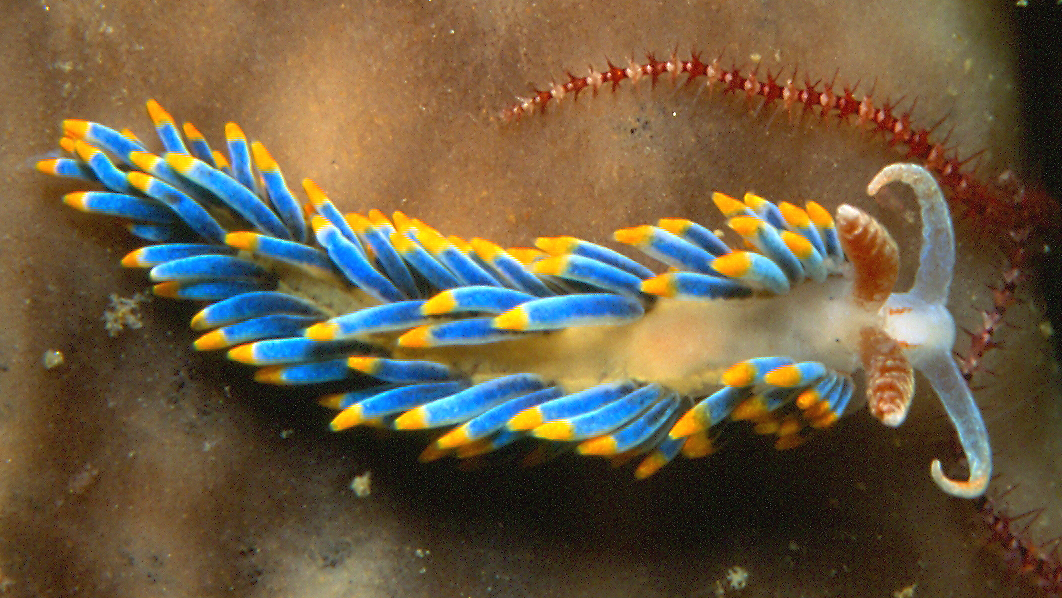
Berghia coerulescens.

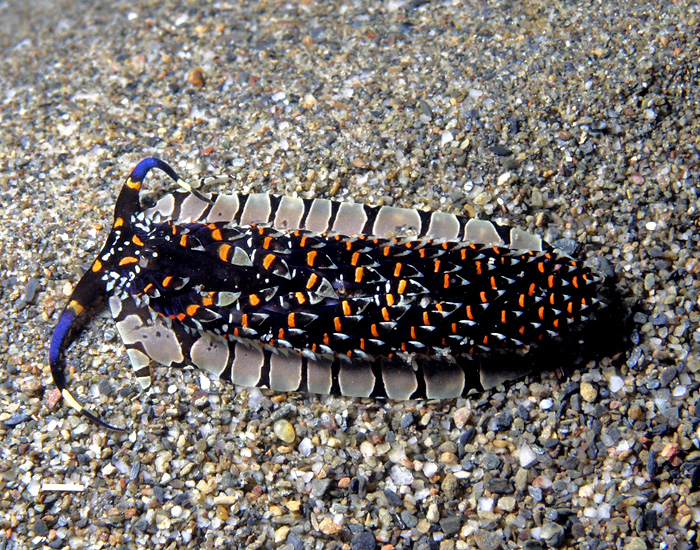
Cerberilla ambonensis.

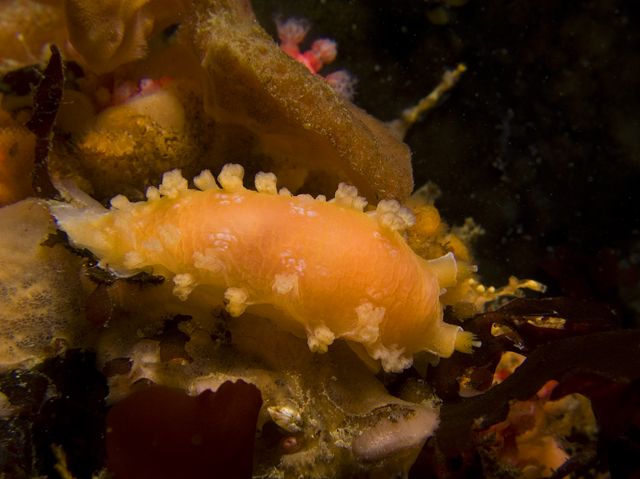
Tritonia.

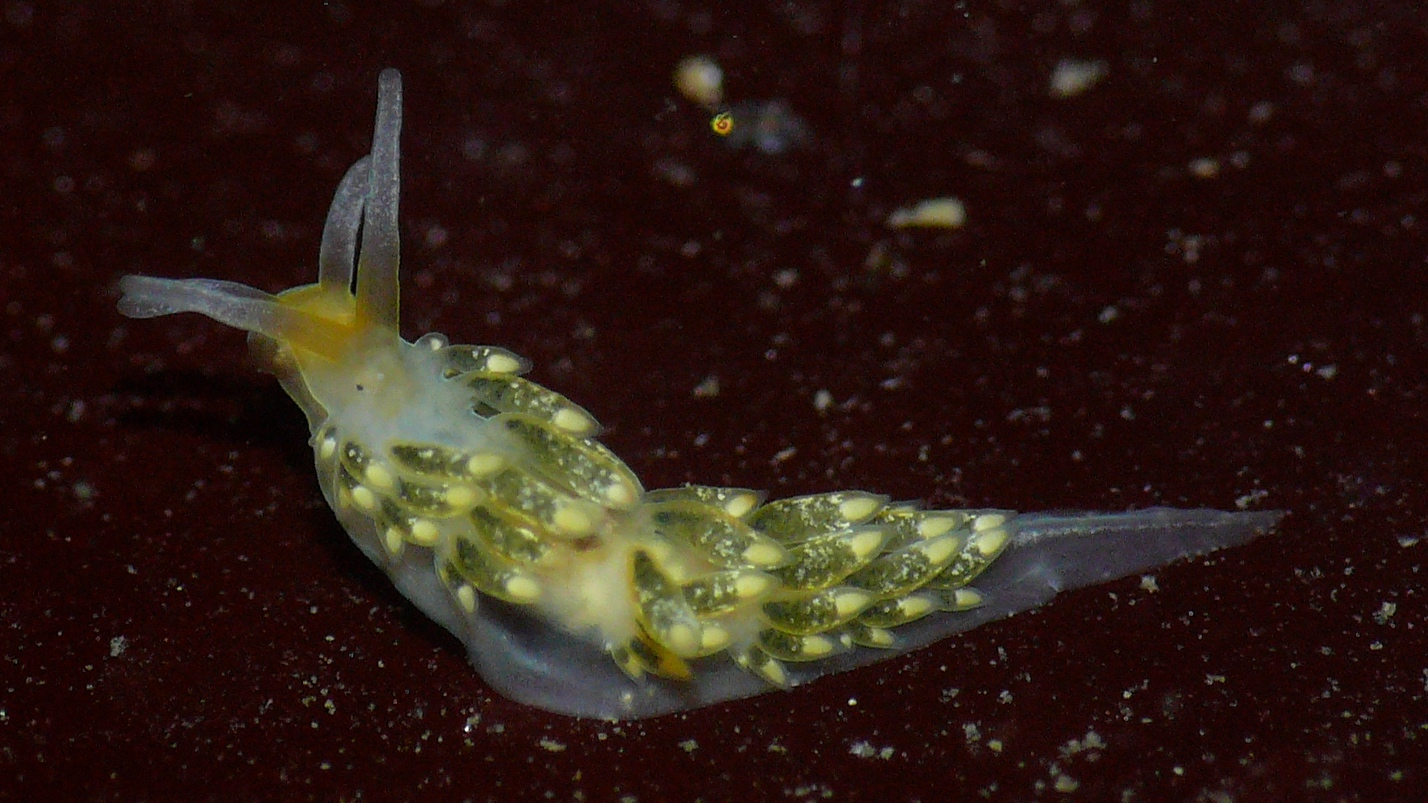
Cuthona flavovulta.

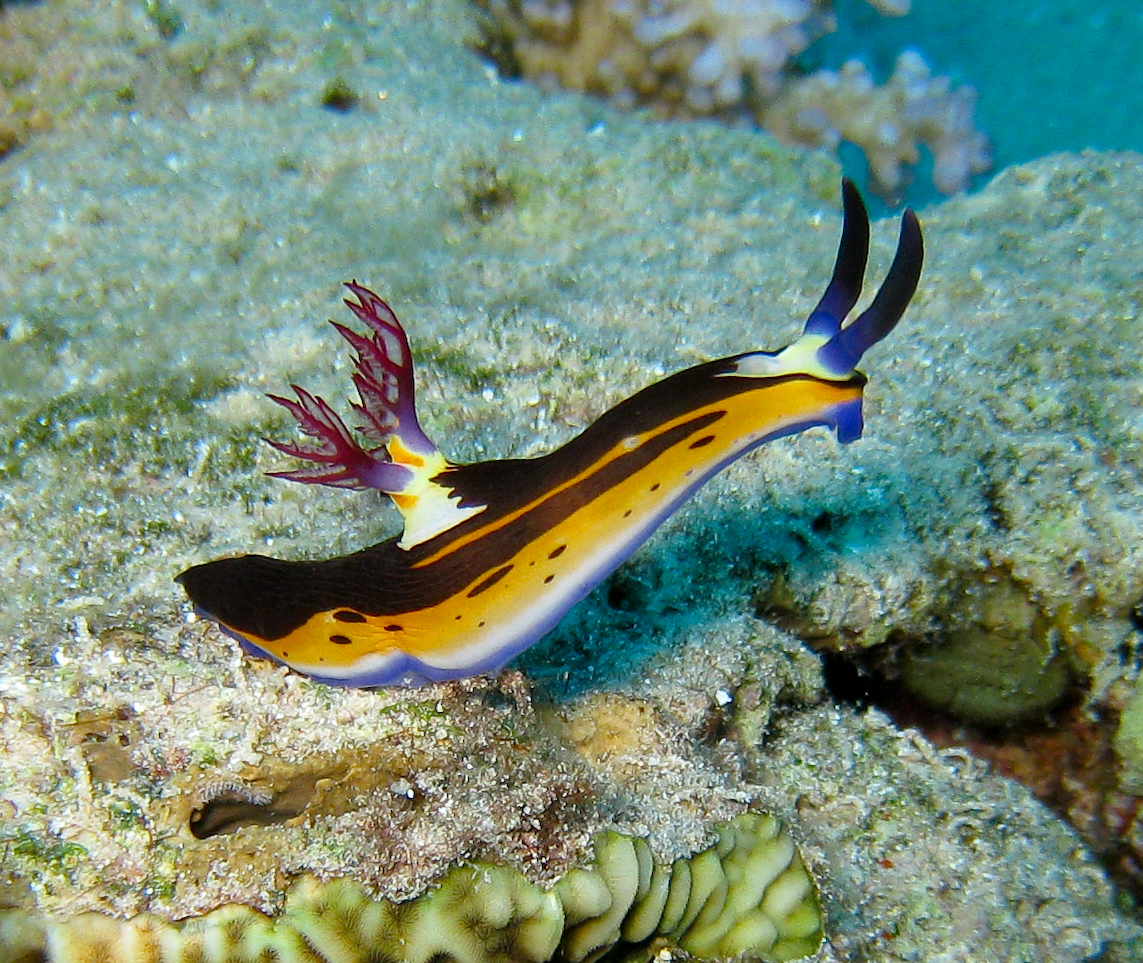
Nembrotha megalocera.

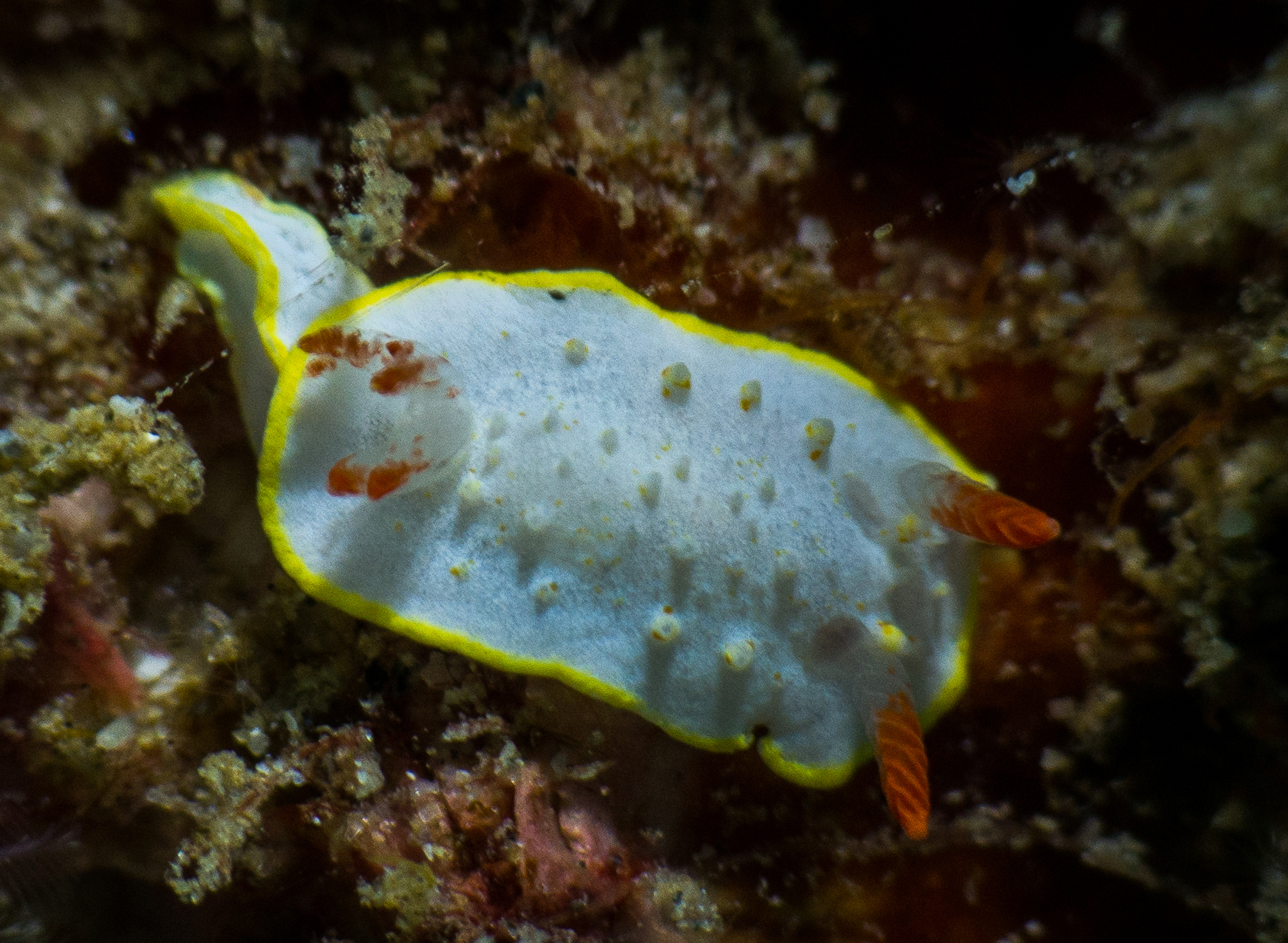
Diaphorodoris olakhalafi.

Els nudibranquis (Nudibranchia) són un ordre de mol·luscs gastròpodes de la subclasse dels heterobranquis. El seu nom significa 'brànquies nues'.

## Taxonomia
D'acord amb la taxonomia dels Gastròpodes de Bouchet i Rocroi (2005), els nudibranquis es divideixen en dos clades:
Clade Euctenidiacea (=Holohepatica)
- Subclade Gnathodoridacea
  - Superfamília Bathydoridoidea
    - Família Bathydorididae
- Subclade Doridacea
  - Superfamília Doridoidea
    - Família Dorididae
    - Família Actinocyclidae
    - Família Chromodorididae
    - Família Discodorididae

  - Superfamília Phyllidioidea
    - Família Phyllidiidae
    - Família Dendrodorididae
    - Família Mandeliidae

  - Superfamília Onchidoridoidea (=Phanerobranchiata Suctoria)
    - Família Onchidorididae
    - Família Corambidae
    - Família Goniodorididae

  - Superfamília Polyceroidea (=Phanerobranchiata no Suctoria)
    - Família Polyceridae
    - Família Aegiretidae
    - Família Gymnodorididae
    - Família Hexabranchidae
    - Família Okadaiidae

Clade Dexiarchia (=Actenidiacea)
- Subclade Pseudoeuctenidiacea (=Doridoxida)
  - Superfamília Doridoxoidea
    - Família Doridoxidae
- Subclade Cladobranchia (=Cladohepatica)
  - Famílies basals
    - Família Charcotiidae
    - Família Dironidae
    - Família Dotidae
    - Família Embletoniidae
    - Família Goniaeolididae
    - Família Heroidae
    - Família Madrellidae
    - Família Pinufiidae
    - Família Proctonotidae

  - Superfamília Arminoidea
    - Família Arminidae
    - Família Doridomorphidae

  - Superfamília Tritonioidea
    - Família Tritoniidae
    - Família Aranucidae
    - Família Bornellidae
    - Família Dendronotidae
    - Família Hancockiidae
    - Família Lomanoridae
    - Família Phylliroidae
    - Família Scyllaeidae
    - Família Tethydidae

  - Superfamília Flabellinoidea (=Pleuroprocta)
    - Família Flabellinidae
    - Família Notaeolidiidae

  - Superfamília Fionoidea
    - Família Fionidae
    - Família Calmidae
    - Família Eubranchidae
    - Família Pseudovermidae
    - Família Tergipedidae

  - Superfamília Aeolidioidea
    - Família Aeolidiidae
    - Família Facelinidae
    - Família Glaucidae
    - Família Piseinotecidae